# 15258 Alfilipenko
15258 Alfilipenko (1990 RN17) là một tiểu hành tinh vành đai chính được phát hiện ngày 15 tháng 9 năm 1990 bởi L. V. Zhuravleva ở Đài vật lý thiên văn Crimean.